# Двовимірна хроматографія
Двовимірна хроматографія — хроматографія (паперова і тонкошарова), де використовується елюювання із вимушеним рухом компонентів послідовно у взаємоперпендикулярних напрямках (зазвичай зі застосуванням різних елюєнтів). Використання двовимірного методу особливо доцільно тоді, коли ефект розділення в двох напрямках різний.